# Leo Housakos
Leonidas „Leo” Housakos (ur. 10 stycznia 1968 r.) – kanadyjski polityk i członek kanadyjskiego Senatu z ramienia Konserwatywnej Partii Kanady.
24 kwietnia 2015 r. został mianowany pełniącym obowiązki Spikera Senatu Kanady, zastępując na tym stanowisku zmarłego Pierre’a Cluade’a Nolina. 4 maja 2015 wybrano go Spikerem na stałe. 3 grudnia 2015 na stanowisku Spikera Senatu zastąpił go George Furey, który został mianowany na to stanowisko przez premiera Justina Trudeau.

## Kariera
Urodzony w Montrealu Leo Housakos to znawca kanadyjskiego systemu politycznego, który od ponad 25 lat jest aktywny w kanadyjskim świecie politycznym i biznesowym. 22 grudnia 2008 premier Stephen Harper mianował go senatorem.
Posiada szerokie doświadczenie w biznesie, gdyż w przeszłości pełnił takie funkcje: prezesa Terrau Inc., firmy specjalizującej się w kompostowaniu; prezesa Quadvision International, firmy zajmującej się komunikacją i planowaniem strategicznym; wiceprezesa do spraw sprzedaży w Constant Laboratories, firmy zajmującej się rozwojem produktów przemysłowych i chemicznych. Był także członkiem North America Advisory Board z ramienia firmy Alexander Proudfoot Company – organizacji zajmującej się wydajnością korporacji.
W wieku 16 lat Housakos zaangażował się w działalność młodzieżowego skrzydła Progresywno-Konserwatywnej Partii Kanady. W 1992 r. ukończył studia (licencjackie) na Uniwersytecie McGilla w Montrealu i rozpoczął pracę w charakterze pracownika ministerialnego w Ministerstwie Wielokulturowości pod zwierzchnictwem Gerry’ego Weinera. Niedługo później został członkiem Hellenistycznego Kongresu Quebecu, gdzie w latach 1998-200 przez dwie kadencje pełnił rolę wiceprezesa do spraw wewnątrzkrajowych.
W 2000 roku Housakos zdecydował się kandydować w wyborach federalnych z ramienia Kanadyjskiego Sojuszu Reformatorsko-Konserwatywnego jako kandydat dystryktu Laval West, gdzie mieszkał od ponad 20 lat.
W 1993 r. był współzałożycielem Hellenistycznej Izby Handlowej, organizacji wspierającej rozwój współpracy biznesowej w Montrealu. Organizacja współtworzona przez Housakosa należy do Izby Handlowej Wielkiego Montrealu i jego współpraca z tą organizacją pozwoliła mu skupić się na kwestiach miejskich, kiedy w latach 2001-2002 pełnił rolę doradcy burmistrza Montrealu.
Na jego doświadczenie polityczne składa się również funkcja prezesa komisji do spraw zbierania funduszy w ramach Akcji Demokratycznej Quebecu.
W 2007 roku został członkiem zarządu/rady dyrektorów Via Rail. Funkcję tę pełnił przez rok.

## Życie prywatne
Od ponad 19 lat jest żonaty z Demi Papapanagiotou. Jest ojcem dwójki dzieci, Petera i Tasso.

## Pozycja społeczna, wypowiedzi i opublikowane artykuły
Housakos był pierwszym członkiem Partii Konserwatywnej, który publicznie sprzeciwił się wyborowi jednojęzycznego Michaela Fergusona na stanowisko Audytora Generalnego Kanady, uznając, że „niektóre stanowiska w rządzie symbolizują to, jakim krajem naprawdę jest Kanada i powinny być piastowane przez osoby dwujęzyczne.” Argumentując, że wybór Fergusona zagraża dwujęzyczności Kanady, Housakos powiedział: „Uważam, że dwujęzyczność ma zasadnicze znaczenie dla tego kraju, nie tylko z punktu widzenia jedności narodowej, ale jest to narzędzie, które powinno być wykorzystywane jako pozytywny atrybut, zarówno w odniesieniu do naszych strategii dyplomatycznych, jak i strategii handlowych na całym świecie.”
W październiku 2012 Housakos opublikował The Challenges of Integration and Multiculturalism (Wyzwania związane z integracją i wielokulturowością), gdzie wyraził zaniepokojenie trudnościami, z jakimi borykają się obecnie imigranci, zarówno jeśli chodzi o akceptację, jak i integrację w społeczeństwie północnoamerykańskim, oraz – konkretniej – wyzwaniami, przed jakimi stoją społeczności muzułmańskie po 11 września 2001 r. W tekście tym przekonuje, że rząd kanadyjski powinien dać potencjalnym nowym imigrantom do zrozumienia, jakie normy i wartości panują w ich przybranym nowym domu, ponieważ Kanada jest krajem, opartym na oddzieleniu Kościoła od państwa oraz na równości kobiet i mężczyzn.
W marcu 2013 roku Housakos opublikował Multiculturalism's an Outdated Insult (Wielokutorowość jako przestarzała zniewaga), w którym argumentuje, że oficjalna wielokulturowość stała się finansowanym przez państwo programem marketingowym, w ramach którego rząd wykorzystuje pieniądze z podatków, by zapłacić za sesje zdjęciowe z przywódcami etnicznymi. Zaproponował, by wielokulturowość zastąpić polityką integracji.

## Zaangażowanie społeczne
Housakos prowadzi działalność charytatywną na rzecz American Hellenic Educational Progressive Association (AHEPA), gdzie pomaga w zbieraniu funduszy na cele dziecięce w rejonie Montrealu.
Pomógł zorganizować bal charytatywny dla Giant Steps, stowarzyszenia zajmującego się pomocą dzieciom z autyzmem.
Od ponad 10 lat trenuje również młodzieżową drużynę hokejową. W 2009 roku jego drużyna została mistrzem 33. turnieju hokejowego Brossard Provincial Atom.